# Prix Antonin-Artaud
Pour les articles homonymes, voir Antonin Artaud et Artaud.
Le prix Antonin-Artaud est un ancien prix littéraire qui a été créé par Jean Digot et quelques poètes le 24 mai 1951 à Rodez, en souvenir d'Antonin Artaud, et a été décerné pour la dernière fois en 2008.
L’objectif de ce prix – outre de rendre hommage à l’écrivain qui fut interné à l’asile psychiatrique de Rodez entre 1943 et 1946 – était de signaler à l’attention des lecteurs et professionnels du livre une œuvre, un poète qui méritaient de prendre une place essentielle dans la poésie contemporaine en langue française. Il était remis chaque année à l'occasion des « Journées poésie de Rodez » se déroulant au mois de mai et, à partir de 2006, a couronné l'ensemble d'une œuvre. Il appartenait aux éditeurs de proposer un auteur à l’attention du jury.

## Liste des lauréats

### Années 1950
- 1952 : Robert Sabatier, Les Fêtes solaires (Editions Janus)
- 1953 : Anne-Marie de Backer, Le Vent des rues (Seghers)
- 1954 : Alain Borne, En une seule injure (Rougerie)
- 1955 : Pierre Delisle, Forêts (Cahiers du Sud)
- 1956 : Jean Joubert, Les Lignes de la main (Seghers)
- 1957 : Georges-Emmanuel Clancier, Une voix (Gallimard)
- 1958 : Gaston Puel, Ce chant entre deux astres (Henneuse)
- 1959 : Hubert juin, Quatre poèmes (Oswald)

### Années 1960
- 1960 : Luc Decaunes, L'Amour sans preuves (Laffont) / Rouben Melik, Le Chant réuni (Seghers)
- 1961 : Louis Guillaume, La nuit parle (Subervie)
- 1962 : Claude Sernet, Les Pas recomptés (Seghers)
- 1963 : Jean Malrieu, Vesper (La Fenêtre Ardente)
- 1964 : Georges Herment, Seuil de terre (La Fenêtre Ardente)
- 1965 : Roger Kowalski, Le Ban (Chambelland)
- 1966 : Loys Masson, La Dame de Pavoux (Laffont)
- 1967 : Pierre Gabriel, Seule Mémoire (Subervie)
- 1968 : Pierre Dargelos, À tout jamais les feuilles (Chambelland)
- 1969 : Bernard Noël, La Face de silence (Flammarion)

### Années 1970
- 1970 : Paul Pugnaud, Minéral (Rougerie)
- 1971 : Jean-Louis Depierris, Quand le mauve se plisse (Seghers)
- 1972 : Gilbert Socard, Travaux souterrains (Rougerie)
- 1973 : André Miguel, Boule androgyne (Saint-Germain-des-Prés)
- 1974 : Simon Brest, La Ville engloutie (éd. du Cratère)
- 1975 : Christian Hubin, La Parole sans lieu (La Fenêtre Ardente)
- 1976: Robert Delahaye, Saisons (Rougerie)
- 1977 : Gérard Bayo, Un printemps difficile (Chambelland)
- 1978 : Jean Rivet, Les Beaux Moments (Saint-Germain-des-Prés)
- 1979 : Roland Reutenauer, Demain les fourches (Rougerie)

### Années 1980
- 1980 : Gérard Le Gouic, Géographie du fleuve (Telen Arvor)
- 1981 : Denise Borias, Saisons du corps (Rougerie)
- 1982 : Luis Dubost, La Vie voilà (Laurence Olivier Four) / Henri Dufor, À feu ouvert (Subervie)
- 1983 : Yves Broussard, Traversée de l'inexorable (Sud)
- 1984 : Jean-Pierre Siméon, Fuite de l'immobile (Cheyne)
- 1985 : Gilles Baudry, Il a neigé tant de silence (Rougerie)
- 1986 : Michel Cosem, Aux yeux de la légende (Dominique Bedou)
- 1987 : Jacques Lovichi, Fractures du silence (Sud)
- 1988 : Jean-François Mathé, Contractions supplémentaires du cœur (Rougerie)
- 1989 : Casimir Prat, Elles habitent le soir (Ed. de l’Arbre)

### Années 1990
- 1990 : Pierre Dhainaut, Un livre d'air et de mémoire (Sud)
- 1991 : Lionel Ray, Une sorte de ciel (Gallimard)
- 1992 : Dominique Sorrente, Petite suite des heures (Cheyne)
- 1993 : Jeannine Baude, C'était un paysage (Rougerie)
- 1994 : Gilles Lades, Les Forges d'Abel (La Bartavelle)
- 1995 : Marcel Migozzi, On aura vécu (Télo Martius)
- 1996 : Max Alhau, Sous le sceau du silence (Rougerie)
- 1997 : Jean-Marc Tixier, L'Oiseau de glaise (Arcantère)
- 1998 : Alain Lambert, L'Entretien d'hiver (Æncrages & Co)
- 1999 : Pierre Descamps, Cantons (Jacques Brémond)

### Années 2000
- 2000 : Chantal Dupuy-Dunier, Initiales (Éditions Voix d’Encre)
- 2001 : Joël Bastard, Beule (Gallimard)
- 2002 : Franck Castagne, Offrandes de la mémoire (Éditions Voix d’Encre)
- 2003 : Christian Viguié, La Dure Lumière (Rougerie)
- 2004 : Michael Glück, Cette chose-là, ma mère (Jacques Brémond)
- 2005 : Non attribué
- 2006 : Mathieu Bénézet, Mais une galaxie, anthologie 1977-2000 (Coédition Obsidiane / Le Temps qu'il fait)
- 2007 : Patrick Wateau, Ingrès (José Corti)
- 2008 : Auxeméry, Les Animaux industrieux (Flammarion)